# 木ノ本嶺浩
木ノ本 嶺浩（きのもと みねひろ、1989年11月22日 - ）は、日本の俳優である。滋賀県大津市出身。本名同じ。株式会社ヴィレッジ・エンターテイメント事業部所属。以前はJVCエンタテインメントに所属していた。

## 略歴
2006年、第19回ジュノンスーパーボーイコンテストにて、審査員特別賞を受賞。2008年、テレビドラマ『貧乏男子 ボンビーメン』で俳優デビューした。
2010年1月から8月まで、平成仮面ライダーシリーズ『仮面ライダーW』にて照井竜 / 仮面ライダーアクセル役を演じる。翌年には、同作品のスピンオフ作品『仮面ライダーアクセル』でVシネマ初主演も果たした。
2017年3月、映画『RUN!-3films- 「追憶ダンス」』に出演し、「FOXムービー 短編映画祭2016」で審査員特別主演俳優賞を受賞。
2023年11月10日、自身のX（旧Twitter）にて一般女性との結婚を発表。2025年1月15日、昨年末に第1子が誕生したことを公表した。

## 人物
- 趣味は音楽鑑賞[1]。特技は空手、陸上競技[1]。資格は日商簿記（2級）・全商簿記（1級 / 会計部門）[1]。
- 地元滋賀県にあり、同じ名前の木ノ本駅（長浜市）を気に入っている[8]。
- カラオケの18番で歌う曲は德永英明の『Rainy Blue』であるが、以前は否定していた。しかし、デビュー当時のインタビューで前述の曲であったことを思い出し以後は否定しなくなった[要出典]。
- 「自分を変えた言葉」は「夢物語も思い続ければそれはやがて現実になる」とのこと[9]。

### エピソード
- 幼いころは「メタルヒーローシリーズ」に憧れて、『特捜ロボ ジャンパーソン』『ブルースワット』を観て育ったため、仮面ライダーアクセルのメカっぽさを見るとワクワクするという[10]。
- 「仮面ライダーシリーズ」も視聴していたが、木ノ本自身が車好きであるため、戦闘シーンよりも車の活躍に夢中になり、乗っていた車でライダーの好きな順を決めていた。一番好きなライダーは仮面ライダーゾルダ[10]。
- 『仮面ライダーW』では当初、主役オーディションを受けたが落選し、そのことが縁で「2号ライダーをやらないか」と再度声をかけられたという[11]。
- 木ノ本自身が空手をやっていたことから、仮面ライダーアクセルのスーツアクターを務めた永徳はそこも取り入れていたという[3]。
- 『ドライブサーガ 仮面ライダーチェイサー』への出演は、警官仮面ライダーの共演企画が実現しなかったことに加え、木ノ本がアクセルと共通項の多い『仮面ライダードライブ』への出演を望んでいたという噂を『W』『ドライブ』両作品のメインライターである脚本家の三条陸が耳にしたことから取り入れられた[12]。しかし、撮影当日に三条が木ノ本本人に確認したところ否定されたという[12]。

## 出演

### テレビドラマ
- 貧乏男子 ボンビーメン（2008年1月 - 3月、日本テレビ） - 五十嵐徹 役
- 太陽と海の教室（2008年7月 - 9月、フジテレビ） - 和田明洋 役
- 春のドラマスペシャル「ハンサム★スーツ THE TV」（2009年3月31日、フジテレビ） - 桜井哲夫 役
- アニメ・サザエさん40周年記念スペシャルドラマ「サザエさん」（2009年11月15日、フジテレビ） - 教習所生 役
- 仮面ライダーW（2010年1月 - 8月、テレビ朝日） - 照井竜 役[13]
- 土曜プレミアム「夢の見つけ方教えたる!2」（2010年3月13日、フジテレビ）
- ハンチョウ〜神南署安積班〜シリーズ4 〜正義の代償〜 第10話（2011年6月13日、TBS） - 柴崎卓 役
- ティーンコート 第7話（2012年2月21日、日本テレビ） - 倉田翔太 役
- 月曜ゴールデン「制服捜査」（2013年8月12日、TBS） - 篠崎章一 役
- 科捜研の女 第14シリーズ 第1話・第2話（2014年10月16日、23日、テレビ朝日） - 野間春樹 役
- レンタル救世主 第6話（2016年11月13日、日本テレビ） - 高本裕也 役
- トドメの接吻 第1話（2018年1月7日、日本テレビ） - 宮本良平 役
- 特捜9（テレビ朝日）
  - season2 第3話（2019年4月24日） - 細江雅信 役
  - season5 第9話（2022年6月1日） - 岩崎真治 役
- サ道2021 第四話（2021年7月30日、テレビ東京） - 金井裕二 役

### 映画
- 仮面ライダーシリーズ
  - 仮面ライダー×仮面ライダー W&ディケイド MOVIE大戦2010（2009年12月12日公開） - 謎の男 役
  - 仮面ライダーW FOREVER AtoZ/運命のガイアメモリ（2010年8月7日公開） - 照井竜 / 仮面ライダーアクセル 役[14]
  - 仮面ライダー×仮面ライダー オーズ&ダブル feat.スカル MOVIE大戦CORE（2010年12月18日公開） - 照井竜 役[15]
  - 仮面ライダー×仮面ライダー 鎧武&ウィザード 天下分け目の戦国MOVIE大合戦（2013年12月14日公開） - ヒデヨシ 役 ※友情出演
- ガクドリ（2011年4月9日公開） - 主演・佐藤マサキ 役
- メサイア（2011年10月15日公開） - 司馬柊介 役
- 行方不明（2012年11月10日公開） - 信田翔太 役
- 生贄のジレンマ＜上＞（2013年7月13日公開） - 氷山浩喜 役
  - 生贄のジレンマ＜中＞（2013年7月18日公開） - 氷山浩喜 役
  - 生贄のジレンマ＜下＞（2013年7月19日公開） - 氷山浩喜 役
- 009ノ1（2013年9月7日公開） - クリス 役
- はたちのクズ（2014年11月1日公開） - 宇月かなで 役
- グッド・ストライプス（2015年5月30日公開、ファントム・フィルム） - ホーリー 役
- 星々の約束（2016年4月28日公開）
- マザーレイク（2016年6月17日公開） - 三宅青 役
- 東京DAYS（2016年公開）
- 桃とキジ（2017年4月8日公開） - 山口海人 役
- 三尺魂（2017年） - 高村廉（ベイビードール） 役
- ヘドローバ（2017年12月9日公開） - カズヤ 役
- RETURN（2019年） - シンジ 役
- RUN!-3films-「追憶ダンス」（2017年制作、2019年11月2日公開） - 佐藤 役
- 鬼が笑う（2022年6月17日公開） - 桃園誠 役
- 人（2022年8月26日公開） - 高橋 役[16]
- 車軸（2023年11月17日公開）[17]
- THIS MAN（2024年6月7日公開）- 八坂義男 役 [18][19]
- ぴっぱらん!!（2024年11月1日公開）- 若井賢介 役[20]
- タイムマシンガール（2025年1月25日公開） - 井手秦人 役[21]

### オリジナルビデオ
- 仮面ライダーシリーズ - 照井竜 / 仮面ライダーアクセル 役
  - 仮面ライダーW 超バトルDVD 丼のα/さらば愛しのレシピよ（2010年）
  - 仮面ライダーW RETURNS 仮面ライダーアクセル（2011年） - 主演
  - ドライブサーガ 仮面ライダーチェイサー (2016年)
  - 仮面ライダージオウ NEXT TIME ゲイツ、マジェスティ（2020年）※友情出演[13]
- 新・喧嘩の花道（2013年） - シュン 役
- 新・喧嘩の花道 完結編（2013年7月） - シュン 役

### 配信ドラマ
- 仮面ライダーシリーズ
  - ネット版 仮面ライダーW FOREVER AtoZで爆笑26連発（2010年） - 照井竜 役
  - ネット版 仮面ライダーフォーゼ みんなで授業キターッ!（2012年） - 仮面ライダーアクセルの声 役
  - 仮面ライダーリバイス The Mystery（2022年、TELASA） - 照井竜 / 仮面ライダーアクセル 役[22]
- グッドモーニング、眠れる獅子2（2023年、Lemino・ひかりTV） - 友情出演[23]

### 舞台
- トライフルエンターテインメント『コカンセツ!〜再演〜』（2011年9月21日 - 25日、天王洲銀河劇場）
- 『ドリームジャンボ宝ぶね〜けっしてお咎め下さいますな〜』（2013年1月6日 - 13日、青山劇場 / 2013年1月26日、梅田芸術劇場） - 山内容堂 役
- 『刑事・ル』（2013年7月10日 - 19日、全労済ホールスペース・ゼロ）
- 『新年工場見学会2014』（2014年1月2日 - 4日、アトリエヘリコプター）
- 『僕等の図書室3〜みんなで読書会〜』（2014年5月3日 - 4日、銀座ブロッサムホール・2014年5月6日、シアター・ドラマシティ）
- 『ギャングアワー』（2014年9月30日 - 10月5日、新宿シアターモリエール） - 田中 役
- 『聖☆明治座・るの祭典〜あんまりカブると怒られちゃうよ〜』（2014年12月19日 - 23日、明治座 / 12月27日、梅田芸術劇場） - 竹中半兵衛 役
- 木ノ本嶺浩一人芝居『芥川龍之介の恋』（2015年8月1日 - 2日、JZ Brat SOUND OF TOKYO〈セルリアンタワー東急ホテル2F〉）
- 『晦日明治座納め・る祭〜あんまり歌うと攻められちゃうよ〜』（2015年12月29日 - 31日、明治座 / 2016年1月16日、梅田芸術劇場） - ヨン 役
- 東京マハロ 第16回公演『そして友は二度死んだ』（2016年4月30日 - 5月8日、赤坂RED/THEATER）
- 方南ぐみ企画公演 朗読劇『逢いたくて…』（2016年5月14日、シアターサンモール）
  - 東京マハロ 第17回公演『女子穴』（2016年7月6日 - 13日、赤坂RED/THEATER）
- 『僕等の図書室 特別授業』（2016年12月24日 - 12月27日、12月31日、有楽町朝日ホール、サンケイホールブリーゼ）
- SHATNER of WONDER #6『遠い夏のゴッホ』（2017年7月14日 - 23日、天王洲 銀河劇場） - ホセ 役
- ラ・セッテ×イヌッコロ コラボ公演『まわれ!無敵のマーダーケース』（2017年10月12日 - 22日、サンモールスタジオ） - 藤澤 役
- 『ゆく年く・る年冬の陣 師走明治座時代劇祭』（2017年12月28日 - 31日、明治座 / 2018年1月13日、梅田芸術劇場） - 伊達成実 役
- ラ・セッテプロデュース『ギャングアワー』（2018年3月13日 - 18日、赤坂RED/THEATER） - 田中 役
- 『白痴』（2018年3月28日 - 4月1日、CBGKシブゲキ！！） - 気違い 役
- 気晴らしBOYS第9回本公演『ふらちな侍』（2018年5月9日 - 13日、池袋あうるすぽっと）
- 『歳が暮れる・YO 明治座大合戦祭』（2018年12月28日 - 31日、明治座 / 2019年1月19日、梅田芸術劇場） - 村上義清 役
- 『LOOSER〜失い続けてしまうアルバム〜』（2019年6月6日 - 9日、品川プリンスホテル ステラボール / 6月15日 - 16日、森ノ宮ピロティホール）
- 『明治座の変～麒麟にの・る』（2019年12月28日 - 31日、明治座） - 木下秀吉 役
- 『忠臣蔵 討ち入・る祭』（2020年12月28日 - 31日.明治座）- 片岡源五右衛門 役
- 『る・ぽえ』（2020年1月25日 - 2月2日、新国立劇場小劇場） - 萩原朔太郎 役
- LIFE RESET？（2020年3月21日 - 29日、DDD青山クロスシアター）[24]
- 7BOX『クイーンズ・スケッチ』（2020年9月16日 - 24日、CBGKシブゲキ！！） - ハンプティ（原重文） 役
- ヒミズ（2021年9月18日 - 26日、Theater Mixa）[25]
- 赤と黒のオセロ（2021年11月30日 - 12月5日、東京・アトリエファンファーレ東新宿）[26]
- 舞台「象」（2022年4月6日 - 17日、KAAT神奈川芸術劇場大スタジオ）
- 舞台『椿説 三銃士』〜One for all, All for one?〜（2023年4月28日 - 5月7日、ヒューリックホール東京 / 2023年5月12日 - 14日、COOL JAPAN PARK OSAKA TTホール）

### ラジオ
- 木ノ本の金曜日（2012年4月6日 - 12月28日、WALLOP放送局）

### ゲーム
- 仮面ライダーバトル ガンバライド（2009年11月、アーケード） - 仮面ライダーアクセル 役
  - 仮面ライダーバトル ガンバライド カードバトル大戦（2010年7月、ニンテンドーDS）
  - 仮面ライダーバトル ガンバライジング（2014年12月18日、アーケード）
  - 仮面ライダーバトル ガンバレジェンズ（2023年、アーケード）
- 仮面ライダー クライマックスヒーローズ - 仮面ライダーアクセル 役
  - 仮面ライダー クライマックスヒーローズ オーズ（2010年12月、Wii・PSP） - 仮面ライダーアクセル / 仮面ライダーW サイクロンアクセルエクストリーム 役
  - 仮面ライダー クライマックスヒーローズ フォーゼ（2011年12月、Wii・PSP）
  - 仮面ライダー 超クライマックスヒーローズ（2012年11月、Wii・PSP）
- 仮面ライダー バトライド・ウォーシリーズ - 仮面ライダーアクセル 役
  - 仮面ライダー バトライド・ウォー（2013年5月、PS3）
  - 仮面ライダー バトライド・ウォーII（2014年6月26日、PS3・Wii U）
  - 仮面ライダー バトライド・ウォー 創生（2016年2月、PS4・PS3・PS Vita）[27]
- 仮面ライダー トラベラーズ戦記（2013年11月、3DS） - 照井竜 / 仮面ライダーアクセル 役
- スーパーヒーロージェネレーション（2014年10月23日、PS3・PS Vita） - 仮面ライダーアクセル 役
- 仮面ライダー サモンライド!（2014年12月4日、PS3・Wii U） - 仮面ライダーアクセル 役
- オール仮面ライダー ライダーレボリューション（2017年12月1日、3DS) -仮面ライダーアクセル 役
- 仮面ライダー クライマックスファイターズ（2017年12月7日、PS4） - 仮面ライダーアクセル 役
- 仮面ライダー クライマックススクランブル ジオウ（2018年11月29日、Nintendo Switch）

### ミュージックビデオ
- 『I for you〜毎日がクリスマスイヴ〜』4 you（2012年12月12日）

### バラエティ
- 痛快TV スカッとジャパン（2019年10月21日、フジテレビ） - ショートドラマ出演者
- 京都・味の大捜査線リターンズ（2020年8月22日 - KBS京都） - グルメ刑事 役

## 作品

### 雑誌
- 仮面ライダーW キャラクターブック2「忘れないでくれ、相棒」（東京ニュース通信社）

### 関連書籍
- 風都探偵 第3巻（2018年 小学館） - 巻末に木ノ本のインタビュー記事が掲載（写真あり、全18ページ）。Wikipediaの本項についても触れている。